# 수분-전해질 불균형
수분- 전해질 불균형(水分電解質不均衡, Water–electrolyte imbalance)에 대한 설명이다. 간단히 전해질 이상, 전해질 불균형이라고도 한다.
전해질은 체내에서 항상성을 유지하는데 필수적인 역할을 한다. 심장과 신경계 기능, 체액평형, 산소 전달, 산-염기 항상성 등의 조절을 지원한다. 전해질 불균형은 다음의 매커니즘에 의해 발달한다: 과도한 섭취, 전해질 제거의 감소, 전해질의 막대한 감소 또는 섭취 감소.

## 같이 보기
- 산성혈증
- 탈수
- 영양실조
- 굶주림
- 스포츠 음료